# Каменски Вучјак
Каменски Вучјак је насељено место у општини Брестовац, у западној Славонији, Република Хрватска.

## Историја
До нове територијалне организације налазило се у саставу бивше велике општине Славонска Пожега.

## Становништво
Насеље је према попису становништва из 2011. године имало 6 становника.
| Националност       | 1991.       |
| Срби               | 80 (89,88%) |
| Хрвати             | 5 (5,61%)   |
| Југословени        | 3 (3,37%)   |
| остали и непознато | 1 (1,12%)   |
| Укупно             | 89          |